# Terme Zreče
Koordinati:   46°22′31″N, 15°23′17″E
Terme Zreče so zdraviliško športno-rekreacijski center v Občini Zreče. Terme ležijo na nadmorski višini okoli 396 mnm v severozahodni Sloveniji pod obronki Pohorja. Toplice so se pričele razvijati leta 1978 z izgradnjo prvega bazena. Voda v termah je opredeljena kot akratotermalna voda, ki ima na izviru vrtine temperaturo 35°C. S termami upravlja podjetje Unitur d.o.o.

## Zdravljenje
Za zdravljenje se uporabljajo kopeli kalcijeve-magnezijeve-hidrogenkarbonatne vode, obloge naravnega blata bentonita in zmerno sredogorsko podnebje. V zdravilišču zdravijo revmatična obolenja, nevrološke bolezni ter bolezni srca, ožilja, dihalnih organov, sečil in poškodbe lokomotornega sistema.

## Termalni park
Termalni park s skupno vodno površino 1600 m² obsega 8 notranjih in zunanjih bazenov, whirpool, savne in Kneippovo pot. Poleg tega pa nudijo še fitnes, aerobiko in telovadnico. Del kopališkega kompleksa je leta 2001 zaradi napake v električni napeljavi popolnoma pogorel. Škodo, ki je po ocenah znašala 500 milijonov tolarjev, so kmalu uspešno sanirali.